# Зубов, Борис Викторович
Бори́с Ви́кторович Зу́бов (род. 1 декабря 1942, Тамбов) — советский легкоатлет, специалист по бегу на короткие дистанции. Выступал за сборную СССР по лёгкой атлетике в 1960-х годах, обладатель серебряной медали Универсиады в Будапеште, победитель и призёр первенств национального значения, участник летних Олимпийских игр в Токио. Представлял Москву и спортивное общество «Буревестник».

## Биография
Борис Зубов родился 1 декабря 1942 года в Тамбове.
Занимался лёгкой атлетикой в Москве, состоял в добровольном спортивном обществе «Буревестник».
Впервые заявил о себе на взрослом всесоюзном уровне в сезоне 1963 года, когда в составе московской команды одержал победу в эстафете 4 × 100 метров на чемпионате страны в рамках III летней Спартакиады народов СССР в Москве.
В 1964 году на чемпионате СССР в Киеве стал бронзовым призёром в беге на 200 метров и вновь выиграл эстафету 4 × 100 метров. Благодаря череде удачных выступлений удостоился права защищать честь страны на летних Олимпийских играх в Токио — в дисциплине 200 метров дошёл лишь до второго отборочного этапа, тогда как в эстафете 4 × 100 метров вместе с соотечественниками Эдвином Озолиным, Гусманом Косановым и Борисом Савчуком благополучно отобрался в финал и занял в решающем забеге пятое место.
После токийской Олимпиады Зубов ещё в течение некоторого времени оставался действующим спортсменом и продолжал принимать участие в различных легкоатлетических турнирах. Так, в 1965 году с советской командой он выиграл серебряную медаль в эстафете 4 × 100 метров на летней Универсиаде в Будапеште.
В 1967 году победил в эстафете 4 × 100 метров на чемпионате страны в рамках IV летней Спартакиады народов СССР в Москве.